# Тайлиев, Анкар
Анкар Тайлиев — советский хозяйственный, государственный и политический деятель.

## Биография
Родился в 1911 году в селе Каушут. Член КПСС.
Окончил ВПШ при ЦК КПСС.
До 1942 — транспортный строитель и организатор строительства транспортных путей в Туркменской ССР.
В 1942—1943 — секретарь Марыйского облисполкома, заместитель уполномоченного Наркомата связи СССР по Туркменской ССР.
В 1943—1944 — председатель Красноводского облисполкома.
В 1947—1971 — секретарь Марыйского обкома КП(б) Туркмении, заведующий отделом ЦК КП Туркмении, первый секретарь Ашхабадского горкома КП Туркмении, министр автомобильного транспорта и шоссейных дорог Туркменской ССР, заместитель председателя, председатель Госплана Туркменской ССР.
В 1971—1974 — министр местной промышленности Туркменской ССР.
Депутат Верховного Совета Туркменской ССР 3-8-го созывов.
Умер в 1980 году в Ашхабаде.

## Награды
- Орден Трудового Красного Знамени (трижды)
- Орден Знак Почёта (дважды)